# Emanuele Caracciolo
Emanuele Caracciolo (* 22. August 1912 in Tripolis; † 24. März 1944 in Rom) war ein italienischer Filmschaffender.

## Leben
Caracciolo besuchte das Centro Sperimentale di Cinematografia und arbeitete von 1937 an in verschiedenen Funktionen für Filme von z. B. Gennaro Righelli, Carmine Gallone und Corrado D’Errico als Regieassistent, Drehbuchautor und Produktionsleiter. 1943 inszenierte er mit Troppo tardi t’ho concosciuta seinen einzigen eigenen Film.
Caracciolo war Mitglied der KPI und Widerstandskämpfer gegen den Nationalsozialismus. Nach seiner Verhaftung am 21. Februar 1944 gehörte er zu den Opfern beim Massaker in den Ardeatinischen Höhlen.

## Filmografie (Auswahl)
- 1943: Troppo tardi t’ho concosciuta (Regie, Drehbuch)[3]